# Clematis tinghuensis
Clematis tinghuensis är en ranunkelväxtart som beskrevs av Chih Tsun Ting. Clematis tinghuensis ingår i släktet klematisar, och familjen ranunkelväxter. Inga underarter finns listade i Catalogue of Life.